# Dharavi
Dharavi er et distrikt i den centrale del af Mumbai, Indien og er et af verdens største og mest koncentrerede slumkvarterer. På et areal på omkring 2,3 km² bor over en halv million mennesker; ved den sidste optælling i 1986 taltes en befolkning på 530.000 mennesker, i 2004 blev antallet af indbyggere anslået til mindst 600.000 (ca. 260.000 pr km²).
Sammenlignet med danske forhold er Danmarks befolkningstæthed 129,5 personer pr. km². Med en befolkningstæthed som i Dharavi ville der således i Danmark bo ca. 10,6 milliarder mennesker.
Dharavi har en omfattende virksomhed med genvinding og økonomer anslår, at denne virksomhed årligt omsætter for omkring 700 millioner britiske pund og beskæftiger over 200.000 mennesker. Myndighederne har planlagt omfattende udbygning i distriktet. Med projektnavnet "Vision Mumbai" skal en nyrenoveret bydel stå klar i 2013. Blandt indbyggerne i Dharavi er der imidlertid modstand mod byfornyelsesprojektet, da man frygter de konsekvenser det vil kunne få for genvendingsvirksomheden og de øgede leveomkostninger i form af højere husleje i de nybyggede huse.

## Geografi
Dharavi ligger mellem Mumbais to vigtigste jernbanelinjer for nærtrafik, Western Railway og Central Railway. Vest for Dharavi ligger bydelene Mahim og Bandra og nord for Dharavi ligger floden Mithi, der løber ud i det Arabiske hav. Syd og øst for Dharavi ligger bydelene Sion og Matunga. Både beliggenheden og dårlig dræning gør Dharavi udsat for oversvømmelse i regntiden.

## Historie
Det nuværende Dharavi var indtil slutningen af 1800-tallet mangroveskov og befolket af fiskere fra Kolisamfundet. I takt med at sumpområdene blev drænet forsvandt imidlertid fiskeriet og en dæmning ved bydelen Sion fremskyndede processen med at knytte de forskellige øer sammen til én. Som byen Mumbai (Bombay) voksede frem flyttede forskellige befolkningsgrupper ind fra oplandet; pottemagere fra Gujarat, muslimske garvere fra Tamil Nadu og tekstilarbejdere fra Uttar Pradesh etablerede sig.

## I medier og litteratur
Dele af filmen Slumdog Millionaire fra 2008 er optaget i Dharavi.